# Бога
Бога (также бока; англ. boga, boka) — язык центральночадской ветви чадской семьи, распространённый на востоке Нигерии в северной части штата Адамава в районе Гомби (англ. Gombi).
Ареал языка бога размещён в окружении ареалов родственных ему центральночадских языков. С севера к территории распространения бога примыкает ареал языка южный марги, с востока — ареал языка хуба, с запада — ареал языка хона. Исключение составляют южные районы области распространения бога, которые граничат с ареалом диалектов адамава нигеро-конголезского языка фула.
Численность носителей бога — около 10 000 человек (1990). По данным сайта Joshua Project численность этнической группы бога составляет 19 000 человек. Среди носителей языка большинство христиане, часть придерживается традиционных верований (30 %), часть исповедует ислам (10 %). Язык бесписьменный.
Язык бога относится к группе языков тера в классификации афразийских языков британского лингвиста Роджера Бленча (Roger Blench) и в классификации чешского лингвиста Вацлава Блажека (Václav Blažek). Наиболее близок языкам тера, джара, га’анда, хона, ньиматли, пидлими (хина), габин и нгваба.

В классификации, представленной в справочнике языков мира Ethnologue, бога включён в число восточных языков подгруппы А1 группы А ветви биу-мандара. Иногда бога (как и язык габин) рассматривается как диалект языка га’анда.